# Monte della Neve
Il Monte della Neve (3.178 m s.l.m. - Schneespitze in tedesco) è una montagna delle Alpi Breonie nelle Alpi Retiche orientali. Si trova lungo il confine tra l'Italia (provincia autonoma di Bolzano) e l'Austria (Tirolo).
Si può salire sulla vetta partendo dal Rifugio Cremona (2.423 m).